# Vjačeslav Viskovski
Vjačeslav Kazimirovič Viskovski, (ruski: Вячеслав Казимирович Висковский; Odesa, Ukrajina, 1881. – Sankt-Peterburg, Rusija, 1933.), ruski je filmski redatelj, scenarist i glumac.

## Filmovi
- Šuti, tugo, šuti (1918.)
- Zadnji tango (1918.)[1]